# Verbascum cystolithicum
Verbascum cystolithicum är en flenörtsväxtart som först beskrevs av Pettersson, och fick sitt nu gällande namn av Huber-morath. Verbascum cystolithicum ingår i släktet kungsljus, och familjen flenörtsväxter. Inga underarter finns listade i Catalogue of Life.